# Wladimir Alexandrowitsch Popowkin

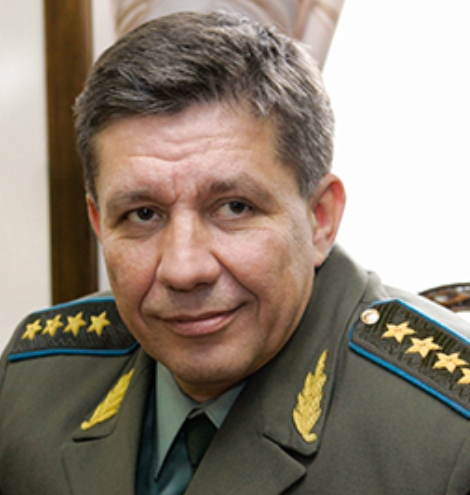
Popowkin, 2008

Wladimir Alexandrowitsch Popowkin (russisch Владимир Александрович Поповкин; * 25. September 1957 in Stalinabad (nach 1961 wieder Duschanbe); † 18. Juni 2014 in Israel) war ein russischer General und Wirklicher Staatsrat 1. Klasse der Russischen Föderation.

## Leben
1975 trat er der Sowjetarmee bei, der er bis 2009 aktiv angehörte. Im Laufe der Jahre stieg er in den Militärrängen auf und wurde General. Von 2004 bis 2008 war er als Nachfolger von Anatoli Nikolajewitsch Perminow Oberbefehlshaber der Russischen Streitkräfte. Ihm folgte im Amt Oleg Nikolajewitsch Ostapenko. Vom 21. Juni 2010 bis 29. April 2011 war er Erster Stellvertreter des Verteidigungsministers der Russischen Föderation. Ab 29. April 2011 war Popowkin als Nachfolger von Anatoli Nikolajewitsch Perminow Generaldirektor von Roskosmos. Er wurde im Oktober 2013 auch hier von Oleg Ostapenko abgelöst.
Popowkin war zweimal verheiratet und hatte zwei Kinder. Er starb am 18. Juni 2014 in einem israelischen Krankenhaus, wo er sich zur Behandlung einer Krebserkrankung aufgehalten hatte.

## Preise und Auszeichnungen (Auswahl)
- Verdienstorden für das Vaterland 4. Klasse